# بایدرباخ
بایدرباخ (به آلمانی: Biederbach) یک شهر در آلمان است که در امندینگن واقع شده‌است. بایدرباخ ۱٬۷۳۵ نفر جمعیت دارد.